# Heaven and Hell (álbum de Vangelis)
Heaven and Hell é um álbum de estúdio do músico grego Vangelis, lançado em 1975. A faixa "Movement 3" foi tema da série Cosmos de Carl Sagan.

## Faixas LP

### Lado A
1. "Bacchanale" – 4:40
2. "Symphony to the Powers B" (Movimentos 1 e 2) – 8:18
3. "Movement 3" (Tema de Cosmos) – 4:03
4. "So Long Ago, So Clear" – 5:00

### Lado B
1. "Intestinal Bat" – 3:18
2. "Needles and Bones" – 3:22
3. "12 O'Clock" (Partes 1 e 2) – 8:48
4. "Aries" – 2:05
5. "A Way" – 3:45

## Faixas CD
1. "Heaven and Hell" (Parte 1) – 21:58
2. "So Long Ago, So Clear" – 5:00  – 4:58[2]
3. "Heaven and Hell" (Parte 2) – 21:16